# Crazy Rich Asians (trilogia)
Crazy Rich Asians è una trilogia di romanzi satirici-chick lit dello scrittore singaporiano Kevin Kwan.
La serie, ispirata alla giovinezza dell'autore, racconta le vite di famiglie ultra-ricche di Singapore, ed è nota per il suo umorismo, il suo sguardo satirico sulla ricchezza estrema e le sue descrizioni dettagliate della cultura asiatica.
Il primo volume è Asiatici ricchi da pazzi (Crazy Rich Asians), pubblicato nel 2013, ed è ispirato all'infanzia di Kwan a Singapore. Ad esso sono seguiti La fidanzata cinese (China Rich Girlfriend) nel 2015 e Rich People Problems nel 2017 (attualmente inedito in Italia).
Tutti e tre i romanzi hanno ricevuto recensioni generalmente positive, sono diventati best seller sia a livello nazionale che internazionale, e sono stati tradotti in oltre 40 lingue.

## I libri
1. Crazy Rich Asians, Doubleday, 11 giugno 2013,  p. 416, ISBN 978-0-385-53697-4.
 Asiatici ricchi da pazzi, collana Omnibus, traduzione di Teresa Albanese, Mondadori, 28 giugno 2016,  p. 432, ISBN 9788804641421.
2. China Rich Girlfriend, Doubleday, 16 giugno 2015,  p. 378, ISBN 978-0-385-53908-1.
 La fidanzata cinese, collana Omnibus, traduzione di Vanessa Valentinuzzi, Mondadori, 18 luglio 2017,  p. 415, ISBN 978-8804675570.
3. Rich People Problems, Vintage Books, 23 maggio 2017,  p. 582, ISBN 978-0-385-54232-6.

## Adattamenti

### Cinema
- Crazy & Rich (Crazy Rich Asians), regia di Jon M. Chu (2018) – adattamento del primo volume[3]

### Televisione
Nel 2025 è stato annunciato che il secondo romanzo sarà trasposto sotto forma di serie televisiva.